# Carsten Borchgrevink
Carsten Egeberg Borchgrevink, född 1 december 1864 i Kristiania (nuvarande Oslo) i Norge, död där 21 april 1934, var en norsk polarfarare. Han var far till Ridley Borchgrevink.

## Biografi
Borchgrevink studerade tre år vid Forstakademien i Tharandt i Sachsen, och utvandrade 1888 till Australien, där han strövade vida omkring som naturforskare och lantmätare. För att förbereda sig för en utforskning av Antarktis, blev han 1892 lärare vid det till universitetet i Sydney knutna Cooerwooll Academy, där han ansvarade för ordnandet av det naturhistoriska museet.

### Antarktis
År 1894 lämnade han anställningen som lärare och blev istället matros på ett sälfångstfartyg, "Antarctic", som var utsänt att söka efter grönlandsval i de antarktiska farvattnen. "Antarctic" nådde 74° 10' sydlig bredd och på hemvägen ankrade de vid Kap Adare på Viktorias land. Därefter hissades en roddbåt ner i vattnet och expeditionsmedlemmar rodde båten mot land. Väl framme hoppade Borchgrevink först ut ur båten och landsteg därmed som den första människa i världen på jordens sjätte kontinent. Ytterligare fem män ur besättningen landsteg på detta, ditintills obeträdda fastland.
Efter återkomsten till Australien sökte Borchgrevink få till stånd en stor vetenskaplig expedition och framlade planen därtill för den sjätte internationella geografiska kongressen i London 1895. Efter att under 1896 genom skrifter och föredrag i England, Tyskland, USA och Australien ha gjort propaganda för denna plan, fick han omsider av den engelske förläggaren sir George Newnes 35 000 pund till sitt förfogande för att realisera densamma.
Med det av Colin Archer byggda skeppet "Southern Cross", som fördes av kapten B. Jensen och var rustat för tre års uppehåll i polartrakterna, lämnade han Kristiania 30 juni 1898 för att över London och Tasmanien sätta kurs på Kap Adare. Skeppet nådde 30 december samma år 62° sydlig bredd och 159° 15' östlig längd fram till packisen, och efter en hård strid mot storm och inpressning inlöpte det 17 februari 1899 i Robertson Bay, väster om Kap Adare.
Enligt det uppgjorda programmet övervintrade Borchgrevink jämte tio man i en på udden uppförd hydda. "Southern Cross" återvände till Australien i mars. Under de påföljande nio månader gjordes magnetiska och meteorologiska observationer, slädexpeditioner i ett stort antal, botaniska och zoologiska insamlingar gjordes och Cape Adare bestegs. Sedan "Southern Cross" på nytt ankrat i Robertson Bay, gick expeditionen åter ombord och fortsatte vidare söderut till 78° 37' sydlig bredd, den sydligaste punkt, som något skepp dittills nått. Härifrån företog Borchgrevink, åtföljd av löjtnant Colbeck och den finska samen Savio, en slädfärd mot landets inre till 78° 50', passerade de av James Clark Ross iakttagna vulkanerna Mount Erebus och Mount Terror samt bergen Mount Sabine, Mount Murchison och Mount Melbourne samt nådde slutligen den mäktiga isbarriären. Därefter återvände han till skeppet, och 1 april 1900 var "Southern Cross" åter i Nya Zeeland.

### Epilog
Tillbaka i Storbritannien fick Borchgrevink inte det erkännande som han förtjänade, delvis tack vare sin egen självframhävdande stil och det dåliga förhållandet som han hade fått till de andra expeditionsdeltagarna, samt till ordföranden i Royal Geographical Society (RGS) som hellre hade önskat samla stöd till en Antarktisexpedition ledd av Robert F. Scott. Han blev dock hedrad av Royal Scottish Geographical Society och i Norge blev han utnämnd till riddare av Sankt Olavs orden.
1902 reste Borchgrevink till Martinique för National Geographic Society i Washingtons räkning. Där studerade han vulkanen Montagne Pelée. Det blev hans sista fältstudie. 1929 beslutade Stortinget att tilldela Borchgrevink ett årligt statsstipendium på 3 000 kr för hans pionjärarbete. 1930 fick han RGS Patron's Medal (The Royal Geographical Society's Gold Medal) för sina bedrifter i Antarktis. Flera geografiska objekt i Antarktis är namngivna efter Borchgrevink som exempelvis Borchgrevink Glacier.
Största delen av de gjorda samlingarna tillföll engelska museer och vetenskapliga institutioner. Borchgrevinks reseskildring First on the Antarctic Continent 1898–1900 (1901) översattes till flera språk.